# Thilo Wydra

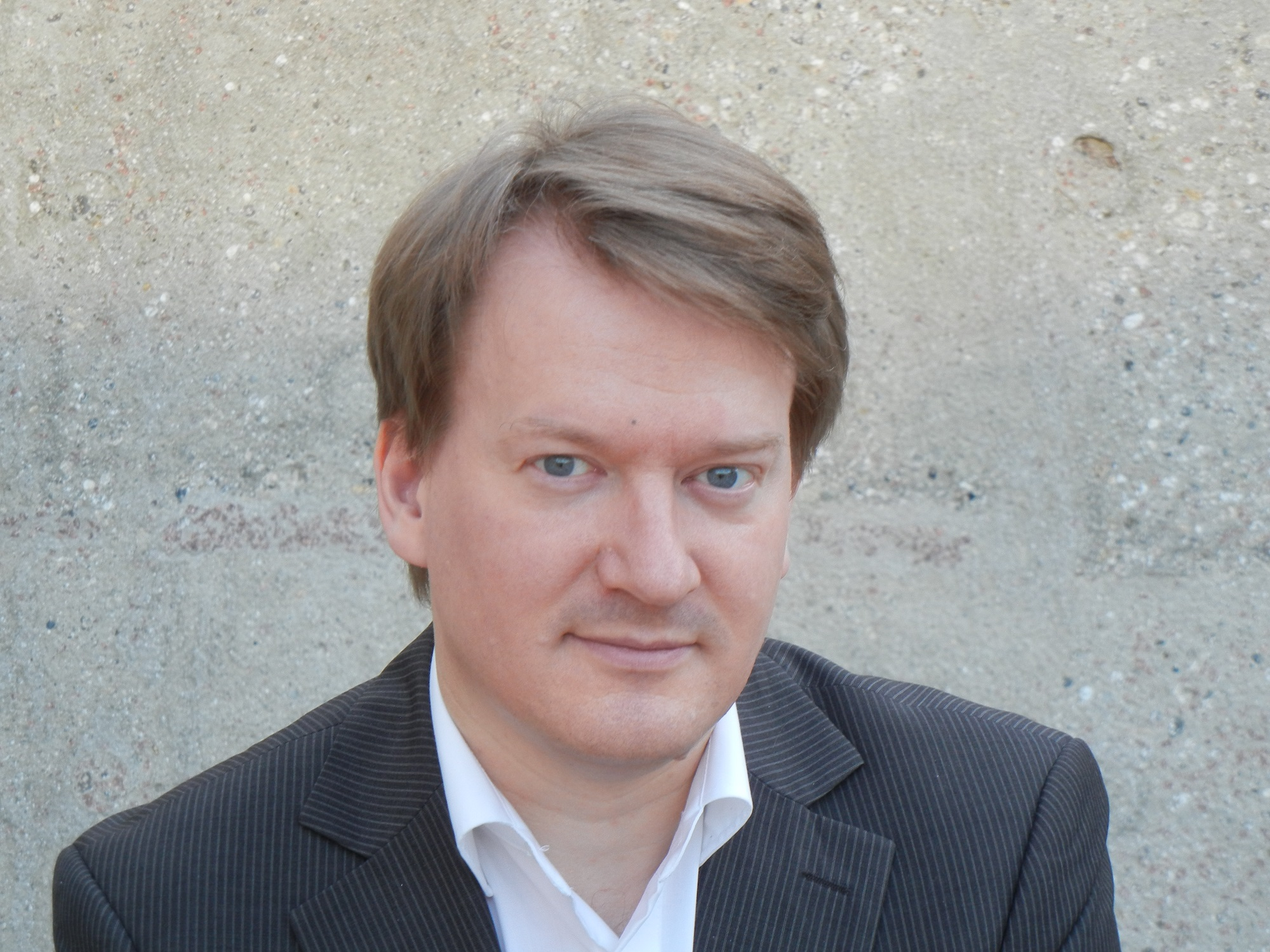
Thilo Wydra (2014)

Thilo Wydra (* 18. Dezember 1968 in Wiesbaden) ist ein deutscher Autor und Journalist.

## Werdegang
Thilo Wydra studierte an den Universitäten in Mainz und Dijon Komparatistik, Germanistik, Kunstgeschichte und Filmwissenschaft. Seit Beginn der 1990er-Jahre arbeitet er als freier Autor und Journalist.
Wydra hat seit den 1990er-Jahren u. a. in den Tageszeitungen Der Tagesspiegel, Die Welt, NZZ am Sonntag und der Frankfurter Allgemeinen Zeitung publiziert, in der Fachzeitschrift Filmecho/Filmwoche und in Online-Medien wie Goethe.de sowie Zeit.de.
Er hat zahlreiche Künstler- und Künstlerinnen-Biografien veröffentlicht, die bislang bei einer deutschsprachigen Gesamtauflage von über 125.000 liegen und bisher in acht Sprachen übersetzt wurden. Zudem ist er Autor von Beiträgen in Filmbüchern, Filmlexika und Festivalkatalogen. Im April 2025 wurde Alma & Alfred Hitchcock. Eine Liebe fürs Leben vom Rezensions-Portal Literatur-Couch mit dem Preis für das "Sachbuch des Jahres 2024" ausgezeichnet.
In Wiesbaden organisierte er 1996 eine erste Volker-Schlöndorff-Retrospektive mit; 2003 und 2004 war er für die Retrospektiven der Französischen Filmtage Tübingen-Stuttgart verantwortlich.
Von 2004 bis 2011 war Wydra Deutschland-Korrespondent der Internationalen Filmfestspiele von Cannes.
Seit 2012 arbeitet Thilo Wydra regelmäßig mit der Redaktion Zeitgeschichte des ZDF bei Dokumentationen der Reihen ZDF-History und ZDFzeit zusammen.
Von 2018 bis 2024 war Wydra Jury-Mitglied beim Helmut-Käutner-Preis der Landeshauptstadt Düsseldorf sowie des Preises LiteraVision der Landeshauptstadt München.
Er lebt in München.

## Mitgliedschaften
- Seit 1996 Mitglied im Verband der deutschen Filmkritik (VdFK), Teilnahme an FIPRESCI-Jurys auf internationalen Filmfestivals.
- Seit 2016 Mitglied in der Verwertungsgesellschaft Wort.
- Seit 2016 Mitglied im Verband deutscher Schriftstellerinnen und Schriftsteller.

## Buch-Veröffentlichungen
- Volker Schlöndorff und seine Filme. Heyne Verlag, München 1998. ISBN 3-453-13228-9
- Margarethe von Trotta – Filmen, um zu überleben. Henschel Verlag, Berlin 2000. ISBN 3-89487-359-0
- Rosenstraße – Die Geschichte. Die Regisseurin. Die Hintergründe. Nicolai Verlag, Berlin 2003. ISBN 3-89479-086-5
- Bella Block – Filme, Fakten, Hintergründe. Henschel Verlag, Berlin 2005. ISBN 978-3-89487-507-7
- Romy Schneider. Leben – Werk – Wirkung. Suhrkamp Verlag, Frankfurt am Main 2008. ISBN 978-3-518-18230-7
- Alfred Hitchcock. Leben – Werk – Wirkung. Suhrkamp Verlag, Berlin 2010. ISBN 978-3-518-18243-7
- Grace. Die Biographie. Aufbau Verlag, Berlin 2012. ISBN 978-3-351-02756-8
- Grace. Die Biographie. Aufbau Taschenbuch, Berlin 2014. ISBN 978-3-7466-3025-0
- Grace Kelly. Film Stills. Bildband mit einer Einführung. Schirmer/Mosel Verlag, München 2014. ISBN 978-3-8296-0667-7
- Grace. A Biography. Skyhorse Publishing, New York 2014. ISBN 978-1-62914-541-9
- Hannelore Hoger. Ohne Liebe trauern die Sterne. Kapitel VI: „Ich bin hart im Nehmen“. Aus Gesprächen mit Thilo Wydra. Rowohlt, Reinbek 2017. ISBN 978-3-498-03034-6
- Ingrid Bergman. Ein Leben. DVA, München 2017. ISBN 978-3-421-04673-4
- Hitchcock´s Blondes. Schirmer/Mosel Verlag, München 2018. ISBN 978-3-8296-0835-0
- Romy & Alain. Eine Liebe in Paris. Heyne Verlag, München 2020. ISBN 978-3-453-20050-0
- Gegenwärtig sein. Margarethe von Trotta. Kampa Verlag, Zürich 2022. ISBN 978-3-311-14035-1
- Grace Kelly und Diana Spencer – Zwei Frauen. Zwei Leben. Ein Schicksal. Heyne Verlag, München 2022. ISBN 978-3-453-20617-5
- Alma & Alfred Hitchcock. Eine Liebe fürs Leben. Heyne Verlag, München 2024. ISBN 978-3-453-21826-0

## Hörbücher
- Romy Schneider. Gelesen von Katja Riemann. Hoffmann und Campe, Hamburg 2008. ISBN 978-3-455-30577-7
- Grace. A Biography. Read by Jonathan Yen. Audible Audio Book, New York 2014.

## Filmografie
- Romy. Fernsehfilm. Fachberatung (ARD-Erstausstrahlung am 11. November 2009).
- ZDF-History: Die zwei Leben der Grace Kelly. Dokumentation. Interview-Partner/Fachberatung (ZDF-Erstausstrahlung am 16. Dezember 2012).
- ZDFzeit: Königliche Dynastien – Die Grimaldis. Dokumentation. Interview-Partner/Fachberatung (ZDF-Erstausstrahlung am 2. August 2016).
- ZDF-History: Göttinnen der Leinwand. Dokumentation. Interview-Partner/Fachberatung (ZDF-Erstausstrahlung am 5. Februar 2017).
- ZDF-History: Königliche Hochzeiten. Dokumentation. Interview-Partner (ZDF-Erstausstrahlung am 13. Mai 2018).
- ZDFzeit: Mythos Monaco. Das Erbe der Grace Kelly. Dokumentation. Interview-Partner/Experte (ZDF-Erstausstrahlung am 23. Juli 2019).
- ZDF-History: Lange Liebe. Von der Kunst des Zusammenbleibens. Dokumentation. Interview-Partner/Experte (ZDF-Erstausstrahlung am 21. November 2021).
- ZDF-History: Heldinnen der Leinwand. Die großen Filmstars. Dokumentation. Interview-Partner/Experte (ZDF-Erstausstrahlung am 2. Januar 2022).
- ARTE: Romy und Alain. Die ewigen Verlobten. Dokumentation. Experte/Interview-Partner (ARTE-Erstausstrahlung am 7. August 2022).
- ZDFzeit: Monacos unglückliche Fürstin. Der Fluch der Grimaldi-Frauen. Dokumentation. Experte/Interview-Partner (ZDF-Erstausstrahlung am 16. August 2022).
- ZDFzeit: Lady Diana und Grace Kelly. Zwei Leben – ein Schicksal. Dokumentation. Fachberatung/Interview-Partner (ZDF-Erstausstrahlung am 22. August 2023).
- ZDFzeit: Monacos Fürstenkinder. Glanz und Drama. Dokumentation. Experte/Interview-Partner (ZDF-Erstausstrahlung am 6. August 2024).
- Terra X History: Legendäre Scheidungen – teuer, schmutzig und skurril. Dokumentation. Experte/Interview-Partner (ZDF-Erstausstrahlung am 27. April 2025).